# Torre Breda
La Torre Breda es un rascacielos situado en la Piazza della Repubblica de Milán, Italia, a poca distancia de la Estación Central.
Con 117 metros de altura y treinta plantas es el quinto rascacielos más alto de Milán tras la Torre Unicredit (231 m), el Palazzo Lombardia (161 m), la Torre Diamante (140 m) y el Grattacielo Pirelli (127 m).

## Historia
Fue construido en 1954 según el proyecto de los arquitectos Eugenio y Ermenegildo Soncini y Luigi Mattioni. Las ocho plantas del cuerpo bajo están dedicadas exclusivamente a oficinas, mientras que de la planta nueve a la veintinueve están las viviendas. En 2009 el rascacielos fue renovado exteriormente en profundidad.
Cuando se construyó era el edificio más alto de Italia con sus treinta plantas, además de ser el primero en superar la altura de la Madonnina, incumpliendo el límite impuesto por una ley de la época fascista. Otro récord que le pertenece es el del primer uso de baños con ventilación acondicionada, que los diseñadores introdujeron haciendo derogar la norma que los prohibía en las viviendas en Italia. Se convirtió en un hito de la urbanización milanesa e italiana, símbolo de la renovación y recuperación de la ciudad pocos años después del fin de la Segunda Guerra Mundial. En el momento de su inauguración, estaba rodeado de un aura de "edificio para ricos" a causa del increíble equipamiento de los apartamentos, como el tubo neumático unido a la oficina postal de la torre, bañeras de hierro fundido con termostato para la temperatura del agua y cocinas "a la americana" con recogida de basuras. En realidad, el rascacielos adoptaba ya los criterios de ahorro energético, como aire acondicionado autónomo en todos los apartamentos, que usa agua recogida a 14 grados en el subsuelo para la refrigeración.
El edificio aparece en la película Ragazze d'oggi de Luigi Zampa (1955), en el que se le ve todavía incompleto (faltan las ventanas). Algunas escenas están ambientadas en el apartamento oval de la planta veintinueve, aunque en realidad era una reconstrucción y solo se grabó en realidad en el rascacielos la panorámica de Milán, desde la terraza que actualmente está ocupada por numerosas antenas.
Actualmente, junto con los rascacielos ya presentes en la zona desde los años sesenta (Centro Direzionale di Milano) y los nuevos edificios del proyecto Porta Nuova, forma parte de la primera zona con rascacielos de Milán.